# El hijo del acordeonista (película)
El hijo del acordeonista es una película española dirigida por Fernando Bernués, quien ha querido llevar al cine una de las novelas más personales de Bernardo Atxaga ‘Soinujolearen semea’, estrenada el 12 de abril de 2019. Se trata de una película dramática protagonizada por Aitor Beltrán e Iñaki Rikarte, y narra los sucesos situados entre 1957 y 1999 de dos amigos de la infancia que se distanciaron por motivos de traición por parte de uno de ellos, pero después de varios años vuelven a reencontrarse para aclarar asuntos del pasado.

## Argumento
David Imaz (Aitor Beltrán) y Joseba Altuna (Iñaki Rikarte), eran amigos desde la infancia en el País Vasco. Joseba era un chico muy alegre y extrovertido y David era conocido por ser el hijo del acordeonista del pueblo y por ser un artista, igual que su padre.  El transcurso temporal está marcado por la amistad, el amor, primeras colaboraciones con grupos armados independentistas, la separación y el exilio. David acaba huyendo a California, después de ser acusado por parte de todos los suyos de traición. Allí, en California, encontró su felicidad y formó su familia. Pero su pasado le sigue pesando y después de varios años, su amigo de la infancia  decide ir a visitarle para despedirse de él y aclarar las cuentas pendientes que tenían en su pasado. Después de tanto tiempo, ha llegado la hora de enfrentarse a la verdad.

## Reparto
| Actores          | Personajes    |
| ---------------- | ------------- |
| Aitor Beltrán    | David Imaz    |
| Iñaki Rikarte    | Joseba Altuna |
| Joseba Apaolaza  | Ángel         |
| Mireia Gabilondo | Carmen        |
| Eneko Sagardoy   | Luis          |
| Alberto Berzal   | Juan          |
| Mikel Losada     | Jagoba        |

## Crítica
Fernando Benués, ha tratado de llevar esta novela de Bernardo Atxaga al cine de manera que se muestre en las pantallas una reflexión sobre la amistad, la traición y la violencia que se enmarca en el País Vasco desde la Guerra Civil hasta finales del siglo XX en plena actividad de ETA. 
Bernués confiesa al Diario Vasco  por qué decidió dirigir esta obra narrativa «Me interesó mucho esta historia por la inquietud que genera en el espectador y las dudas que plantea sobre lo difícil que es romper con tus raíces, tu tierra, tu propia madre...». Y afirma en el periódico Eldiario.es que con esta película, "El hijo del acordeonista", cada lector tiene "su propio imaginario de la historia" y que, si éste coincide con su interpretación del relato, para él "será una felicidad".
Esta película tuvo su premier mundial en noviembre de 2018 en el Festival de Cine Latinoamericano de Huelva, y fue la encargada de abrir el Festival de Derechos Humanos de San Sebastián el  12 de abril de 2019.
El propio Bernués había dirigido en 2012 la adaptación al teatro de esta misma novela, también con Patxo Tellería como adaptador del guion.

## Rodaje de exteriores
Las escenas del rancho de California fueron grabadas en Ulzama (Navarra). Numerosas escenas del pueblo ficticio de Obaba fueron grabadas en Vera de Bidasoa y Lesaca (Navarra), pero las escenas del hotel de Obaba fueron grabadas en el Palacio Miramar de San Sebastián.